# Про метод
Про метод (вірм. Մեթոդի վրա) — головний твір вірменського громадського діяча, просвітителя, філософа і натураліста Галуста Костандяна (1848—1898), опублікований ним 1879 року.

## Історія
Виступаючи на початку своєї діяльності як спіритуаліст (1860—1870-ті роки), Костандян надалі відчуває вплив західноєвропейського матеріалізму, а також сучасних йому природничо-наукових ідей і еволюціонує в бік атеїзму. Він позитивно ставився до матеріалістичних і антирелігійних мислителів кінця XVIII століття, зокрема до Дюпюї, Вольнея, поширюючи їхні антирелігійні ідеї.
Готуючись до написання своєї основної праці, Костандян залучає великий літературний матеріал, посилаючись на праці Ернста Геккеля («Антропологія, або історія розвитку людини»), Чарлза Дарвіна («Походження людини і статевий добір»), єгиптолога Ґастона Масперо («Давня історія народів Сходу»), Давида Штрауса («Життя Ісуса»), звертається до тез А. фон Гумбольдта, І. Канта, Спінози, Бекона, Маркса. За висловами сучасників, вихід у світ у 1879 році книги Костандяна справив враження «несподіваного вибуху бомби».

## Критика
З перших же сторінок книга Костандяна виявляє матеріалістичну та атеїстичну непримиренність до релігії, заявляє про необхідність позбавлення людини від релігійного марновірства, про важливість пізнання законів природи. Адепти церкви свого часу бачили в опублікуванні цієї книги прагнення підірвати авторитет церкви у Вірменії. Газета «Аршалуйс Араратян», наприклад, після виходу книги у світ радила константинопольському патріарху звернутися до османської влади з вимогою покарати Костандяна. З метою дискредитувати Костандяна адепти церкви стали поширювати чутки про те, ніби автор зрадив свої переконання, виражені у книзі, і повернувся до релігійності. Так, наприклад, після смерті Костандяна у пресі навіть з'явилося повідомлення про те, що перед смертю він розкаявся, «сам своєю ж рукою спалив свої рукописи, щоб позбавити інших від цієї скверни». Однак багато сучасників Костандяна побачили в його книзі те, що відповідало поглядам автора. Так, Маттеос Мамурян не без підстави вважав, що «мета книги «Про метод» полягала насамперед у тому, щоб безжалісно переслідувати давні і сучасні релігії».
Матеріалістичні уявлення про природу, висловлені Костандяном, також розходилися з теологічними поглядами на природу. У часи Костандяна в Західній Вірменії побутувала думка, ніби якщо бог захоче, то може створити все і розтрощити, покласти початок законам природи і за своїм бажанням змінити або скасувати їх. За Костандяном же, в реальній природі, що розвивається за своїми, внутрішньо властивими їй законами, і де панує причинна обумовленість, немає місця для будь-яких надприродних сил. Костандян вважав навіть, що історія людства набула характеру закономірного розвитку завдяки дослідженням соціологів.